# Tiranet de Veneçuela
El tiranet de Veneçuela (Zimmerius petersi) és un ocell de la família dels tirànids (Tyrannidae).

## Hàbitat i distribució
Habita el bosc obert i clars del bosc de les muntanyes del nord de Veneçuela.